# Mae Sai
Mae Sai (in thailandese แม่สาย) è una cittadina di sottodistretto (thesaban tambon) della Thailandia di 28 408 abitanti (2019). Il territorio comunale occupa una parte dell'omonimo distretto in provincia di Chiang Rai, nel gruppo regionale della Thailandia del Nord. È la città più settentrionale della Thailandia ed è conurbata con Tachileik, la città birmana che si trova oltre il confine.

## Geografia fisica

### Territorio
Mae Sai è separata a nord dalla cittadina birmana di Tachileik dal fiume Mae Sai, che scorre lungo la frontiera in una stretta valle dominata dai monti Daen Lao. Il capoluogo provinciale Chiang Rai è 63 km a sud e la capitale Bangkok è 860 km a sud di Mae Sai.

### Clima
Secondo i dati della stazione meteorologica di Chiang Rai, la temperatura media mensile massima è di 34,8° in aprile, durante la stagione secca, con un picco di 40,5° registrato in aprile, mentre la media mensile minima è di 12,8° a gennaio, nella stagione fresca, con un picco di 1,5° a gennaio. La media massima mensile delle precipitazioni piovose è di 358,4 mm in agosto, nella stagione delle piogge, con un picco giornaliero di 157,8 mm in luglio. La media minima mensile è di 1,4 mm in gennaio. La stagione fresca va da novembre a febbraio, quella secca da febbraio ad aprile e quella delle piogge da maggio a ottobre.

## Origini del nome
Prende il nome dal Mae Sai, il fiume che ne bagna la zona settentrionale e che segna la frontiera con la Birmania.

## Storia
Secondo quanto pubblicato sul sito internet della municipalità, Mae Sai si chiamava nell'antichità Wiang Si Thuang e in seguito Wiang Phan Kham; era una cittadina fortificata (in thailandese เวียง, wiang) facente parte del Regno Singhanavati e di quel periodo è rimasto il fossato che la circondava. La vicina Chiang Saen era una delle mueang che facevano parte del Regno Lanna, diventato vassallo dei Birmani nel 1558. I Siamesi sottrassero Lanna ai Birmani nel 1775, ma il territorio di Chiang Saen rimase in mano dei Birmani fino al 1803, quando i Siamesi ne assunsero definitivamente il controllo. Mae Sai rimase un piccolo villaggio di frontiera fino alla metà del XX secolo, era chiamato Ban Wiang Phan e in seguito divenne sempre più popoloso. Nel 1938 divenne il capoluogo del tambon di Mae Sai e nel 1950 fu eletto a capoluogo del distretto di Mae Sai. Acquisì lo status di distretto sanitario nel 1956 e quello di municipalità di sottodistretto nel 1999.

## Economia
Il valico di frontiera tra Mae Sai e Tachileik è uno dei pochi esistenti tra Thailandia e Birmania ed è un importante nodo per l'economia dei due Stati per gli scambi commerciali. Su entrambi i lati della frontiera si trovano grandi mercati affollati da acquirenti transfrontalieri e turisti. Molte aziende di Mae Sai si sono arricchite vendendo i propri prodotti o costruendo case a Tachileik. La città si trova nel Triangolo d'oro, famoso per il traffico di oppiacei; negli anni 1990 è diventato fiorente il traffico illegale di metanfetamina prodotta in Birmania ed esportata in Thailandia attraverso Mae Sai.

## Infrastrutture e trasporti
A Mae Sai termina la statale 1 thailandese, thanon Phahonyothin, principale arteria stradale che collega Bangkok al nord. La strada continua a nord con la statale 4 birmana, che passa per Tachileik, Kengtung e piega quindi a ovest verso il centro del Paese.